# Krajnje zemljopisne točke Urugvaja
Krajnje zemljopisne točke Urugvaja odnose se na krajnje točke prostiranja države Urugvaj na sjeveru, istoku, zapadu i jugu:
- Najsjevernija točka: Područje departmana Artigas na koordinatama 30°05′08″S 56°57′06″W / 30.08556°S 56.95167°W
- Najjužnija točka: Punta del Este, departman Maldonado na koordinatama 34°58′27″S 54°57′07″W / 34.97417°S 54.95194°W
- Najzapadnija točka: Punta Arenal Grande, rijeka San Salvador, departman Soriano na koordinatama 33°31′30″S 58°26′01″W / 33.52500°S 58.43361°W
- Najistočnija točka: rukavci rijeke Jaguarão kod ušća u lagunu Mirim na koordinatama 32°39′14″S 53°10′58″W / 32.65389°S 53.18278°W

Ostale krajnje točke:
- Najviši vrh: Cerro Catedral, departman Maldonado (514 m)
- Naniža točka: razina Atlantika